# Edmund G. Ross
Edmund G. Ross, ovvero Edmund Gibson Ross (Ashland, 7 dicembre 1826 – Albuquerque, 8 maggio 1907), è stato un politico e editore statunitense.
Egli fu eletto senatore in rappresentanza del Kansas dopo la fine della guerra civile americana, durante la quale aveva prestato servizio nell'Esercito dell'Unione con il grado di maggiore. Successivamente fu nominato Governatore del Nuovo Messico. Deve la sua fama ad aver costituito l'"ago della bilancia" nella votazione per l'Impeachment del Presidente Andrew Johnson.

## Biografia

### L'assoluzione di Andrew Johnson

#### Antefatto
Il senato, al momento della richiesta di impeachment, era composto di 54 membri rappresentanti 27 stati (10 stati ex confederati non erano stati riammessi alla rappresentanza in senato). Alla conclusione del dibattito i senatori votarono su tre articoli di impeachment. In ognuna delle tre occasioni i voti furono 35 a favore dell'impeachment e 19 contrari. Poiché la soglia per procedere all'impeachment secondo la Costituzione è una maggioranza di due terzi dell'assemblea, sarebbero stati necessari 36 voti, quindi Johnson fu assolto. Sette senatori repubblicani sostennero che il procedimento era stato manipolato presentando un solo aspetto della vicenda che aveva dato luogo alla richiesta di impeachment del Presidente: William Pitt Fessenden (Maine), Joseph S. Fowler (Tennessee), James W. Grimes (Iowa), John B. Henderson (Missouri), Lyman Trumbull (Illinois), Peter G. Van Winkle (West Virginia), ed Edmund G. Ross (Kansas), che espresse il voto decisivo a favore del Presidente, vennero meno alla disciplina di partito votando contro l'impeachment.

#### Ross: i motivi della scelta
Alcuni hanno sostenuto che Ross avesse votato contro il procedimento a causa dell'interessamento del collega Samuel C. Pomeroy che otteneva appoggi da Benjamin Wade, e come mezzo per futuri favori dallo stesso Johnson. Altri invece ritengono che Ross abbia espresso il suo voto convinto che Johnson avesse il diritto di sostituire Edwin M. Stanton, poiché questi aveva avuto l'incarico ancora durante l'amministrazione Lincoln. Altri ancora sostengono che, sebbene Ross ritenesse Johnson colpevole di violazione del Tenure of Office Act del 1867, pensasse che la violazione non fosse così grave da dar luogo a un procedimento di impeachement. I giornali del Kansas, stato rappresentato in qualità di senatore da Ross, pensavano chiaramente che Ross avesse votato contro le sue tendenze radicali per sostenere Johnson, a causa dell'influenza esercitata su di lui dal suo vecchio colonnello nella Guerra civile, Thomas Ewing Jr., a quel tempo ardente sostenitore di Johnson. Più tardi Ewing scrisse a Ross che lo riteneva una persona "eminente per il suo coraggio", non solo per quello dimostrato in battaglia, ma anche per essersi opposto all'impeachment di Johnson.
(Thomas Ewing Jr. to Ross, July 16, 1894, Thomas Ewing Jr. Papers, Kansas State Historical Society.)
Lo scrittore David Stewart individua diversi indizi secondo cui Ross sarebbe stato corrotto; tuttavia una successiva inchiesta della Camera dei Rappresentanti non riuscì a trovarne alcuna prova.
Edmund G. Ross è uno degli otto senatori americani descritti nel libro Profiles in Courage, scritto da John F. Kennedy (con la collaborazione di Theodore Sorensen) in commemorazione degli atti di coraggio compiuti in passato da senatori americani, che vinse il Premio Pulitzer per la biografia e autobiografia nel 1957.

### Fine carriera
Terminato il suo mandato come senatore, Ross tornò alla sua attività giornalistica, lanciando una pubblicazione a Coffeyville. Dal 1885 a 1889 fu governatore del Territorio del Nuovo Messico, nominato dal Presidente degli Stati Uniti d'America Grover Cleveland. Successivamente fu segretario dell'Ufficio immigrazione del Nuovo Messico dal 1894 al 1896.  Nel 1896, Ross pubblicò il suo libro History of the Impeachment of Andrew Johnson.
Alla sua morte la salma fu inumata nel cimitero Fairview Memorial Park di Albuquerque.